# Focillodes brunnea
Focillodes brunnea là một loài bướm đêm trong họ Noctuidae.